# Phlegmariurus ovatifolius
Phlegmariurus ovatifolius là một loài thực vật có mạch trong Họ Thạch tùng. Loài này được (Ching) W.M. Chu miêu tả khoa học đầu tiên năm 1999.